# ولمکن
ولمکن (به انگلیسی: Velmakanne) یک روستا در هند است که در آندرا پرادش واقع شده‌است.

## خصوصیات
ولمکن ۱۷٫۰۷۰۰ متر بالاتر از سطح دریا واقع شده‌است.